# بودیلووینا
بودیلووینا (به صربی: Budilovina) یک روستا در صربستان است که در بروس واقع شده‌است. بودیلووینا ۲۹۳ نفر جمعیت دارد.